# 维米讷
维米讷（法語：Vimines，法語發音：[vimin]）是法国萨瓦省的一个市镇，属于尚贝里区。

## 地理
维米讷（45°32'44"N, 5°51'54"E）面积14.23 平方千米，位于法国奥弗涅-罗讷-阿尔卑斯大区萨瓦省，该省份为法国东部省份，历史上为薩伏依的一部分，北起上萨瓦省，西接伊泽尔省和安省，南部和东部与上阿尔卑斯省和意大利接壤。
与维米讷接壤的市镇（或旧市镇、城区）包括：艾格伯莱特勒拉克、阿蒂尼亚-翁桑、莱潘勒拉克、圣卡森、圣叙尔皮斯。

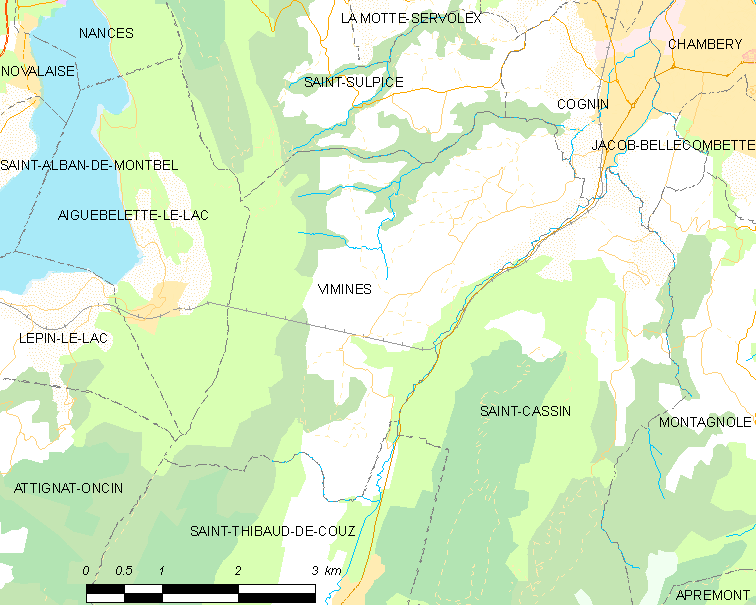
维米讷的OSM定位图

维米讷的时区为UTC+01:00、UTC+02:00（夏令时）。

## 行政
维米讷的邮政编码为73160，INSEE市镇编码为73326。

## 政治
维米讷所属的省级选区为勒蓬德博瓦桑县。

## 人口

1962-2008年间维米讷人口变化图示

维米讷于2022年1月1日时的人口数量为2304人。